# 蜂谷昭雄
蜂谷 昭雄（はちや あきお、1930年 - 1986年）は、日本の英文学者、翻訳家。
京都大学英文科卒、同大学院、大阪府立大学、大阪女子大学から、京大教養部助教授、教授。1983年、甲南女子大学教授。在職中に56歳で死去。
日本イギリス児童文学会創設メンバー。

## 著書
- 『詩神の巡幸』（山口書店） 1987.8

## 翻訳
- ヤン・コット『シェイクスピアはわれらの同時代人』（喜志哲雄共訳、白水社） 1968、新装版 2009 ほか
- クラーク・アシュトン・スミス『魔術師の帝国』（訳者代表、創土社） 1974
- 『C・S・ルイス 宗教著作集 1 悪魔の手紙』（森安綾共訳、新教出版社） 1978.2
- ジョージ・スタイナー『悲劇の死』（喜志哲雄共訳、筑摩書房、筑摩叢書） 1979.6、ちくま学芸文庫 1995
- ジョージ・マクドナルド『ファンタステス』（国書刊行会、世界幻想文学大系22） 1981.4、ちくま文庫（改訂版）1999
- アンソニー・バージェス『バージェスの文学史』（西村徹・岡照雄共訳、人文書院） 1982
- 『ホワイトヘッド著作集14　科学・哲学論集 上』（井上健・村形明子共訳、松籟社） 1987.9

## 参考
- 「故 蜂谷昭雄教授 略歴と研究業績目録」（甲南女子大学英文学研究） 1987